# Tribunale internazionale

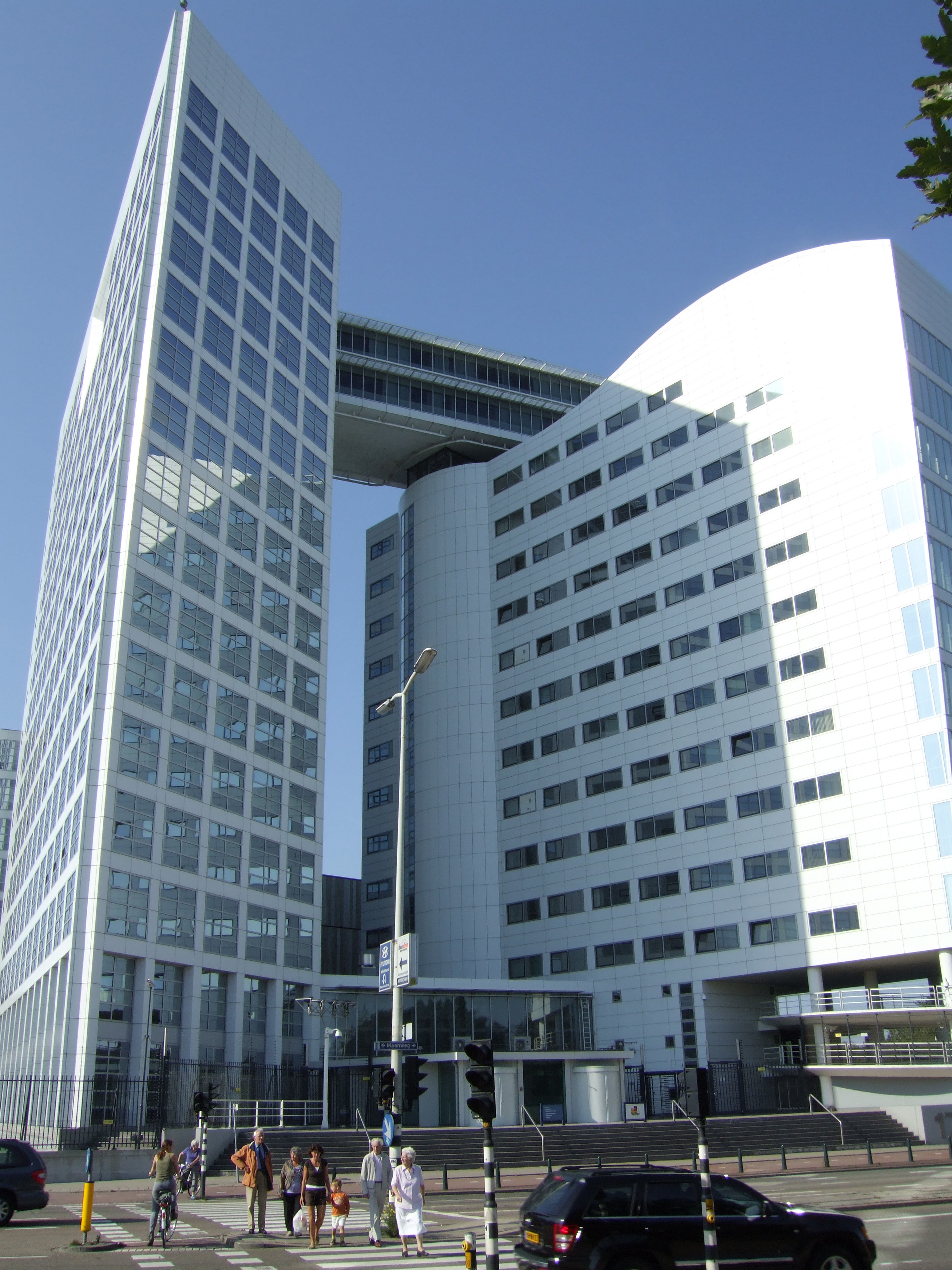
Il tribunale penale internazionale, un esempio di tribunale internazionale permanente

Un tribunale internazionale è un organo giurisdizionale creato per mezzo di un trattato internazionale che ne disciplina competenze, giurisdizione e norme procedimentali.

## Tipologie
Può essere permanente, con giurisdizione non retroattiva ma non limitata ad un lasso di tempo determinato, ed allora è generalmente denominato corte. Oppure può essere ad hoc, con giurisdizione limitata ad un lasso di tempo, un territorio, a eventi ben definiti, di solito con riferimento a crimini commessi precedentemente alla sua istituzione. Viene considerato misto, nel caso in cui vi è la collaborazione tra la nazione dove sono stati perpetrati i presunti crimini, definiti in appositi trattati, e organizzazioni internazionali quali le Nazioni Unite. Vi sono anche tribunali storici che hanno creato le basi per la moderna giurisprudenza internazionale e che sono attualmente inattivi. Di seguito una breve rassegna dei tribunali internazionali a livello mondiale ed europeo.

## Tribunali e corti internazionali
1899
- PCA o CPA : Permanent Court of Arbitration o Cour permanente d'arbitrage, Corte permanente di arbitrato. Istituita nel 1899 in seguito alla prima conferenza di Pace dell'Aia, lo statuto venne modificato nel 1907 dopo la seconda conferenza di Pace dell'Aia. È organizzazione intergovernativa attiva nella risoluzione di dispute internazionali. Ha sede nel palazzo della Pace, L'Aia, Paesi Bassi.

1946
- ICJ: International Court of Justice, Corte internazionale di giustizia. Principale organo giudiziale delle Nazioni Unite. Ha sede al palazzo della Pace all'Aia. Ha iniziato a lavorare nel 1946, quando rimpiazzò la Corte semipermanente di giustizia internazionale che aveva svolto la propria attività dal 1922. Lavora sulla base di uno statuto che è parte integrante della Carta delle Nazioni Unite. Ha un duplice ruolo: stabilire in accordo con la legge internazionale le dispute legali portate davanti ad esso dagli stati, e dare opinioni direttive su questioni legali proposte. Sito web

1982
- ITLOS: International Tribunal for the Law of the Sea, Tribunale internazionale del diritto del mare. Organismo indipendente delle Nazioni Unite, con sede ad Amburgo, creato con la "IIIª Convenzione internazionale sulla legge del mare" che si tenne a Montego Bay, in Giamaica, il 10 dicembre 1982. Ha giurisdizione sui contenziosi tra le 149 nazioni aderenti riguardo ai requisiti di sicurezza delle navi, i diritti di pesca nelle acque internazionali, la divisione delle acque territoriali nazionali e i divieti di pesca delle specie marine protette dalle convenzioni internazionali. Sito web

1993
- ICTY: International Criminal Tribunal for the former Yugoslavia, Tribunale penale internazionale per l'ex-Jugoslavia. Istituito con la risoluzione 827 (25 maggio 1993) del Consiglio di sicurezza delle Nazioni Unite. Sede all'Aia (The Hague). Tribunale ad hoc. Sito web[1].

1994
- ICTR: International Criminal Tribunal for Ruanda, Tribunale penale internazionale per il Ruanda. Creato nell'ambito del Capitolo VII, dalla risoluzione 955 (8 novembre 1994) del Consiglio di sicurezza. Per statuto ha sede ad Arusha nella Repubblica di Tanzania (risoluzione 977 del 22 febbraio 1995), ma le Camere di appello hanno sede a L'Aia, presso l'ICTY[2]. Si occupa di genocidio, crimini contro l'umanità, violazioni dell'art. 3 comune delle convenzioni di Ginevra e il protocollo aggiuntivo II. Tribunale ad hoc. Sito web

2002
- ICC: International Criminal Court, Corte penale internazionale. Permanente, basata su trattato, corte penale internazionale. Pattuita a Roma il 17 luglio 1998, ivi 120 stati hanno adottato lo statuto. Al raggiungimento della 60ª ratifica, l'11 aprile 2002, è entrata in vigore il 1º luglio 2002. Sede all'Aia (Alexanderkazerne), ma temporaneamente ospitata al "de Arc". Indipendente dalle organizzazioni internazionali (ONU). Si occupa di genocidio, crimini contro l'umanità, crimini di guerra, crimine di aggressione e gravi violazioni delle Convenzioni di Ginevra. Sito web

## Ambito europeo
1959
- ECHR-COE: European Court of Human Rights, Cour européenne des droits de l'homme, Corte europea dei diritti dell'uomo. Fa riferimento alla Convenzione europea per la salvaguardia dei diritti dell'uomo e delle libertà fondamentali. Vi si può far ricorso per ogni violazione da parte di uno Stato contraente di uno dei diritti garantiti dalla Convenzione. Sito web

1988
- CJEC: Court of Justice of the European Union, Corte di giustizia dell'Unione europea. Ha il compito di garantire l'osservanza del diritto nell'interpretazione e nell'applicazione dei trattati istitutivi delle comunità europee, nonché delle norme adottate dalle istituzioni comunitarie competenti.  Sito web

## Tribunali 'misti'
2001
- ECCC : Extraordinary Chambers in the Courts of Cambodia, "Tribunale speciale della Cambogia è "una corte nazionale sostenuta da personale internazionale e istituita in accordo con le leggi cambogiane.  Ha giurisdizione sui presunti crimini di genocidio, crimini contro l'umanità e gravi violazioni delle convenzioni di Ginevra perpetrati nel periodo tra il 17 aprile 1975 al 6 gennaio 1979 dai leader superiori della Kampuchea Democratica e dai maggiori responsabili dei crimini stessi. Sull'appartenenza o no di alcuni imputati ad almeno una delle due categorie (e quindi sulla loro procedibilità da parte del tribunale) sono sorte controversie tra i giudici internazionali e i giudici nazionali.

Sito UNAKRT Nazioni Unite Sito ECCC
2002
- SC-SL: Special Court for Sierra Leone, Corte speciale per la Sierra Leone. Instaurata congiuntamente dal Governo della Sierra Leone e le Nazioni Unite per provare i crimini avvenuti dal 30 novembre 1996. Ha ad oggetto omicidi, stupri, stermini, atti di terrorismo, schiavitù, incendi, schiavitù sessuale, arruolamento di bambini presso le forze armate e attacchi contro il personale delle NU e operatori umanitari. Sito web

2007
- STL : Special Tribunal for Lebanon, Tribunale speciale per il Libano è un tribunale speciale per perseguire legalmente i responsabili dell'attentato del 14 febbraio 2005 a Beirut in cui sono morte 22 persone e il premier Rafiq Hariri. In seguito alla risoluzione del Consiglio di sicurezza delle Nazioni Unite 1664 (2006), l'ONU e il governo libanese hanno richiesto congiuntamente la creazione di un tribunale speciale. La risoluzione del Consiglio di sicurezza 1757(2007) del 30 maggio 2007 ha definito la giurisdizione lo Statuto del Tribunale speciale per il Libano, entrato in vigore il 10 giugno 2007. Ha iniziato le attività il 1º marzo 2009. Sede: L'Aia, Paesi Bassi. Sito web Archiviato il 26 luglio 2019 in Internet Archive.

2013
- Extraordinary African Chambers, con cui nel 2017 è stato processato e condannato a Dakar il dittatore Hissène Habré.

## Tribunali internazionali chiusi
1945-1946

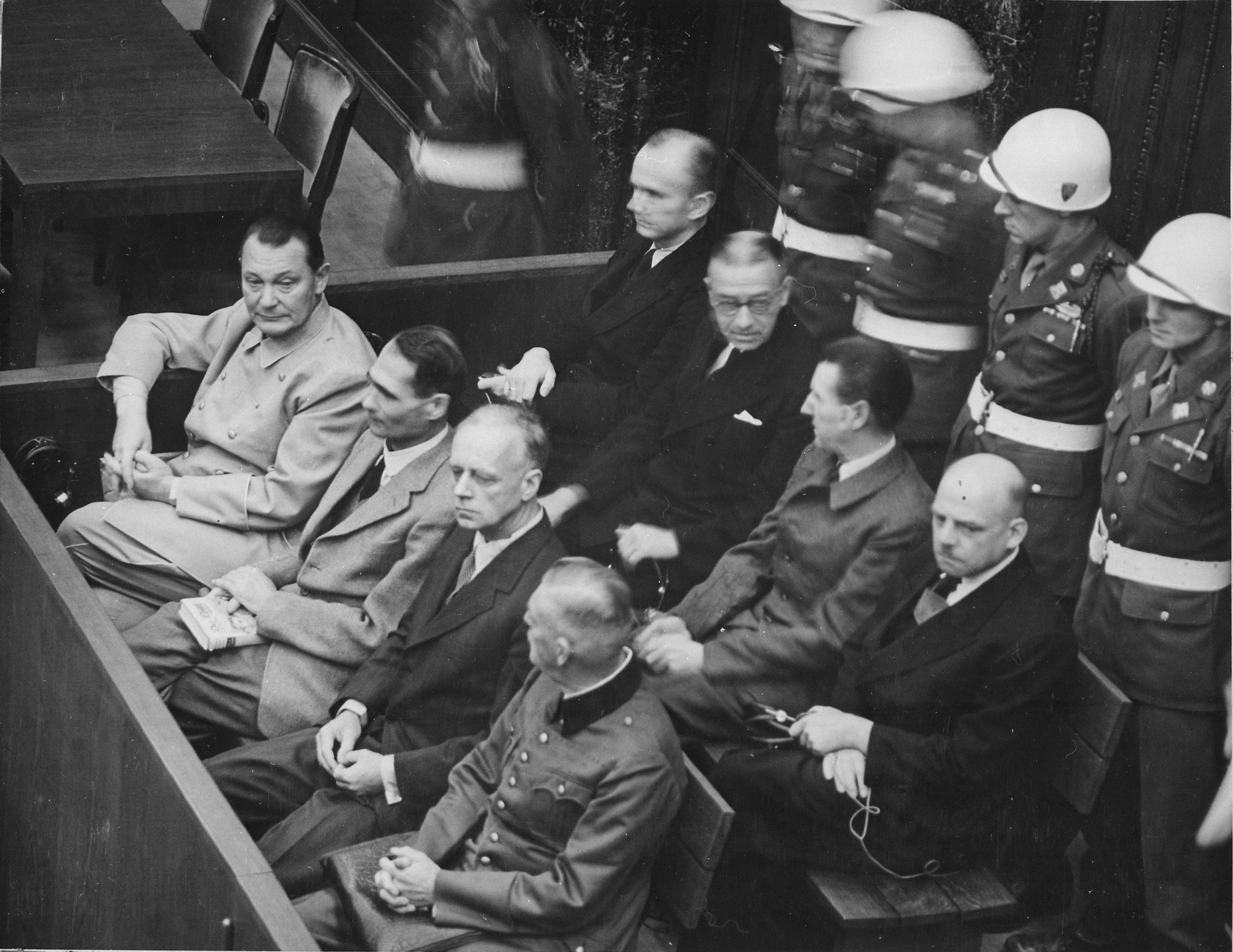
Accusati durante un'udienza del Tribunale militare a Norimberga

- IMT: International Military Tribunal, Tribunale militare internazionale.

1945-1946
- NMT: Nuremberg Military Tribunals, Tribunale militare di Norimberga.

1946-1948
- IMTFE: International Military Tribunal for the Far East, Tribunale militare internazionale per l'Estremo Oriente.